# Roststjärtad sångare
Roststjärtad sångare (Moupinia poecilotis) är en asiatisk tätting endemisk för Kina som numera placeras i familjen papegojnäbbar.

## Utseende och läten
Roststjärtad sångare är en 15 cm lång fågel med lång stjärt och kort, nedåtböjd näbb. Den är brun ovan och vitaktig till beige under. Vingarna är rostfärgade. Sången som levereras samtidigt som den puffar upp strupen, är ett klart och snabbt "phu pwiii".

## Utbredning och systematik
Roststjärtad sångare förekommer i bergsområden i sydvästra Kina, från Qinghai till nordvästra Sichuan och nordvästra Yunnan. Den behandlas som monotypisk, det vill säga att den inte delas in i några underarter.

### Släktestillhörighet
Tidigare placerades den tillsammans med eldögonsångare och sockersångare i släktet Chrysomma och vissa gör det fortfarande. DNA-studier visar dock att den tillhör en egen utvecklingslinje och förs av den anledningen numera oftast till det egna släktet Moupinia.

### Familjetillhörighet
Tidigare behandlades arten som en medlem av familjen timalior. DNA-studier visar dock att den tillhör en grupp små tättingar bestående av papegojnäbbar (Conostoma samt det numera uppdelade släktet Paradoxornis), den amerikanska arten messmyg, de tidigare cistikolorna i Rhopophilus samt en handfull släkten som tidigare också ansågs vara timalior (Fulvetta, Lioparus, Chrysomma och Moupinia). Denna grupp är i sin tur närmast släkt med sylvior i Sylviidae och har tidigare inkluderats i den familj. Enligt sentida studier skilde sig dock de båda grupperna sig åt för hela cirka 19 miljoner år sedan, varför tongivande International Ornithological Congress (IOC) numera urskilt dem till en egen familj, Paradoxornithidae. Denna linje följs här.

## Levnadssätt
Roststjärtad sångare återfinns i gräs, buskar utmed vattendrag och snåriga sluttningar på mellan 1500 och 3300 meters höjd, tillfälligt högre upp. Den födosöker i tät undervegetation två till tre meter ovan mark på jakt efter ryggradslösa djur. Fågeln häckar juni till juli och bygger ett skålformat bo av löv, kvistar och bark och placeras i ett litet träd nära marken. Där i lägger den tre ägg. Arten är stannfågel.

## Status och hot
Arten har ett stort utbredningsområde och en stor population, men tros minska i antal till följd av habitatförstörelse och fragmentering, dock inte tillräckligt kraftigt för att den ska betraktas som hotad. Internationella naturvårdsunionen IUCN kategoriserar därför arten som livskraftig (LC). Världspopulationen har inte uppskattats men den beskrivs som ganska vanlig till vanlig.